# Pismo maghrebskie

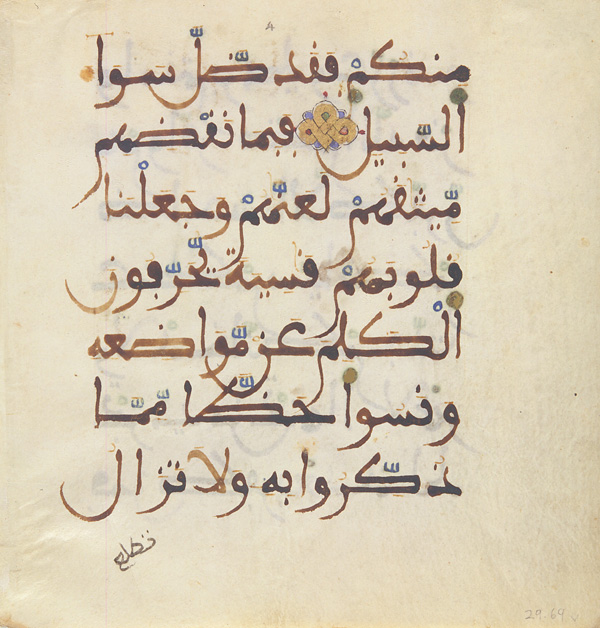
Karta z XIII-wiecznego egzemplarza Koranu w piśmie maghrebskim. Freer and Sackler Galleries

Pismo maghrebi – kursywna forma alfabetu arabskiego powstała pod silnym wpływem pisma kufickiego, używana w krajach Maghrebu (północno-zachodnia Afryka) oraz w średniowiecznej Andaluzji. Posiada kilka odmian.